# Пархоменко, Иван Иванович
Ива́н Ива́нович Пархо́менко (1 июня 1916—1997) — украинский и советский художник.
Главный художник Краматорска, основатель народной картинной галереи, ставшей Краматорским художественным музеем.

## Биография
Родился 1 июня 1916 года в селе Александрополь Павлоградского уезда Екатеринославской губернии (ныне Днепропетровская область) Украины в семье крестьян, с 1930 года — колхозников.
После окончания семилетней Хорошовской школы в 1932 г. поступил в Днепропетровский художественный техникум — позже училище. Отличник учёбы. Основной преподаватель по специальности — М. Н. Панин, ученик И. Е. Репина, заслуженный деятель искусств Украины, и П. П. Чистян.
В конце пятого курса училища, 16 апреля 1937 г. неожиданно арестован по делу ранее репрессированных пяти студентов 4-го курса, обвинённых в троцкистской пропаганде, с пятилетним сроком заключения по ст. 54-10ч. 1-я УК УССР один год провёл в днепропетровской тюрьме.
С 11 июня 1938 года — на Колыме. Работал грузчиком в Нагаевском морском торговом порту. С февраля 1939 руководил бригадой художников, выполнявших по заданию начальника Дальстроя картину «Сталинский караван» о приходе на Колыму пароходов с грузами. Руководил группой художников, оформлявших центр Магадана, парк культуры и отдыха, а также здание Дома культуры имени М. Горького, построенного осенью 1941.
Освобожден 6 июня 1942 года, назначен руководителем бригады изоискусства при Главном и Политическом управлениях Дальстроя.
В 1944 году начал писать портреты геологов и других тружеников — первопроходцев освоения крайнего северо-востока СССР. За представленные работы на областных выставках в Магадане в 1945 и 1948 гг. удостоен соответственно 1-й и двух 2-х премий по живописи и графике (первая не присуждалась) и Грамоты за развитие художественного творчества на Колыме.
16 марта 1949 с семьей вылетел на «материк». Поселился на Донеччине.
23 года жил в Краматорске, работал в филиале областного товарищества художников, позже — худфонда УССР. Являясь Главным художником города, руководил изостудией, создал народную картинную галерею (1957—1967 гг.), ставшую ныне Художественным музеем.
Кандидат в члены (1957 г.) и член (1960 г.) Союза художников СССР. В 1965 году реабилитирован Верховным судом УССР, «в связи с отсутствием состава преступления».
С 1972 года жил в Донецке.
Параллельно с художественно — оформительскими работами систематически стремился заниматься творческой живописью, тематикой которой служили исторические, трудовые и ратные традиции, которыми так богат Донбасс. С 1949 года постоянный участник областных, ряда республиканских и межобластных (Белоруссия, Прибалтика — 1976 г.), зарубежной (Брюссель −1976 г.) выставок.

## Награды
Награждён медалями: «За доблестный труд», в связи со 100-летием рождения В. И. Ленина, «За доблестный труд в Великой Отечественной войне», «50 лет Победы в Великой Отечественной войне», «Ветеран труда».
Занесён в книгу «История городов и сёл Украинской ССР» (Днепропетровская обл.), и в энциклопедический словарь «Художники Украины» Академии Наук УССР.
В 2008 году в городе Краматорске Ивану Пархоменко открыли мемориальную доску.

## Семья
Жена — Ольга Кузьминична Черкасская, художник, умерла в 1985 году.
Дети: дочь Наталья, 1946 года рождения, сын Михаил, 1950 года рождения — одесский художник-график, Заслуженный художник Украины.